# Não vim trazer a paz, mas a espada

Cruz de Santiago, uma fusão entre a cruz e a espada.

Eu não vim trazer paz, mas espada é um trecho dos evangelhos de Mateus e Lucas, parte da chamada "Comissão Menor" (em oposição à Grande Comissão), e é considerada uma das afirmações controversas de Jesus na Bíblia. A frase já foi interpretada de diversas formas, mas é lembrada principalmente como evidência de que Jesus teria advogado a violência — um ponto de vista que é repulsivo para muitas denominações cristãs[carece de fontes?]. Estas acreditam que a espada no trecho seja uma metáfora para o conflito ideológico e que Jesus jamais advogou a violência física, especialmente por que ele fala logo no versículo seguinte sobre divisões entre pais e filhos numa família.

## Narrativa bíblica
O trecho completo na Tradução Brasileira da Bíblia, adotada no meio protestante é:
| “ | «Não penseis que vim trazer paz à terra; não vim trazer paz, mas espada. Pois vim causar divisão entre o filho e seu pai, entre a filha e sua mãe e entre a nora e sua sogra, assim os inimigos do homem serão os da sua própria casa. Quem ama seu pai ou sua mãe mais do que a mim, não é digno de mim; quem ama seu filho ou sua filha mais do que a mim, não é digno de mim; e aquele que não toma a sua cruz e não me segue, não é digno de mim. O que acha a sua vida, perdê-la-á; mas o que perde a sua vida por minha causa, achá-la-á.» (Mateus 10:34–39) | ” |

| “ | «Vim lançar fogo à terra, e que mais quero, se ele já está aceso? Mas tenho de ser batizado com um batismo, e como me angustio até que ele se cumpra! Pensais que vim trazer paz à terra? Não, eu vo-lo digo, mas divisão; porque de ora em diante, haverá numa casa cinco pessoas divididas, três contra duas, e duas contra três; estarão divididas: o pai contra seu filho, e o filho contra seu pai; a mãe contra sua filha, e a filha contra sua mãe; a sogra contra sua nora, e a nora contra sua sogra.» (Lucas 12:49–53) | ” |

A Bíblia de Jerusalém, respeitada versão católica das Escrituras, assim descreve o aludido trecho (segundo Marcos e o trecho paralelo em Lucas):
| “ | Não penseis que vim trazer paz à terra. Não vim trazer paz, mas a espada. Com efeito, vim contrapor o homem ao seu pai, a filha à sua mãe e a nora à sua sogra. Em suma: os inimigos do homem serão os seus próprios familiares. Aquele que ama pai ou mãe mais do que a mim não é digno de mim. Aquele que ama filho ou filha mais do que a mim não é digno de mim. Aquele que não toma a sua cruz e não me segue não é digno de mim. Aquele que acha a sua vida, vai perdê-la, mas quem perde a sua vida por causa de mim, vai achá-la. | ” |
|   | — Mateus 10:34-39. |   |

| “ | Eu vim lançar fogo à terra, e que tenho eu a desejar se ele já está aceso? Mas devo ser batizado num batismo; e quanto anseio até que ele se cumpra! Julgais que vim trazer paz à terra? Não, digo-vos, mas separação. Pois de ora em diante haverá numa mesma casa cinco pessoas divididas, três contra duas, e duas contra três; estarão divididos: o pai contra o filho, e o filho contra o pai; a mãe contra a filha, e a filha contra a mãe; a sogra contra a nora, e a nora contra a sogra. | ” |
|   | — Lucas 12:49-53. |   |

## Contexto
O primeiro passo em exegese bíblica é geralmente repassar o contexto imediato da passagem em questão. No caso da primeira citação (de Mateus), Mateus 10 pode ser considerado como suficiente.
Ele fala de Jesus convidando os doze apóstolos e enviando-os para ministrarem às "ovelhas perdidas da casa de Israel". Especificamente, ele ordenou aos seus discípulos que "curassem os doentes, ressuscitassem os mortos, limpassem os leprosos e expulsassem os demônios, acrescentando que de graça recebestes, de graça dai. Estes são todos considerados boas obras e, de acordo com os cristãos, exemplificam a mensagem de Jesus de paz, amor, saúde e vida.
Começando no versículo 13, Jesus então passa a informar os discípulos que eles não serão sempre recebidos calorosamente. Ele os instrui a a deixarem as casas e cidades que não os receberem, acrescentando, no versículo 15, "Em verdade vos digo que no dia de juízo haverá menos rigor para a terra de Sodoma e de Gomorra, do que para aquela cidade". De acordo com a tradição abrâmica, as cidades de Sodoma e Gomorra foram destruídas por Deus. A título de contexto para o trecho em discussão, muitos cristãos vêem isto como uma indicação de que seria Deus, e não os cristãos, o responsável por qualquer punição pela rejeição da mensagem de Jesus (veja também Discurso no Monte das Oliveiras).
Jesus então avisou seus discípulos que eles iriam encontrar resistência violenta ao seu ministério. No versículo 15, ele diz "Eu vos envio como ovelhas no meio de lobos; sede, pois, prudentes como as serpentes, e simples como as pombas." Aqui, as pombas podem indicar paz, embora neste contexto da cultura judaica do século I, ela pode ter um significado diferente. No versículo 21, Jesus novamente diz "Irmãos entregarão à morte a irmãos, e pais a filhos; filhos se levantarão contra seus pais, e os farão morrer." Esta é claramente uma profecia apocalíptica - relacionada com a Septuaginta em Miqueias 7:6 -, mas Jesus não clarifica seu ponto de vista sobre a questão, se resumindo a dizer "Sereis odiados de todos por causa do meu nome" no versículo seguinte. Ele então instrui os seus seguidores a fugirem para uma cidade diferente quando forem perseguidos.
Jesus então os exorta a não terem medo, assegurando-os que a fiel proclamação de sua mensagem terá suas recompensas, seguindo imediatamente para o trecho tema deste artigo, inclusive a citação de Miqueias nos versículos 35 e 36.

## Interpretações
A versão católica destaca que o discurso de Jesus não é senão uma confirmação da profecia de Simeão a Maria, sua mãe, por ocasião da circuncisão de Jesus no Templo, relatada no Evangelho segundo Lucas:
| “ | «Simeão abençoou-os e disse a Maria, a mãe: 'Eis que este menino foi colocado para a queda e para o soerguimento de muitos em Israel, e como um sinal de contradição'.» (Lucas 2:34–35) | ” |

Desta forma, a Bíblia de Jerusalém justifica em comentário que, ainda que Jesus não queira discórdias, "as provoca necessariamente em virtude das escolhas que exige".
Ao episódio supracitado, existe ainda um outro paralelo no Evangelho de Lucas, no episódio conhecido como "Contando o custo":
| “ | «Se alguém vem a mim e não odeia a seu pai, e mãe, e mulher, e filhos, e irmãos, e irmãs, e ainda a sua própria vida, não pode ser meu discípulo. Quem não carrega a sua cruz e não me segue, não pode ser meu discípulo. Pois qual de vós, querendo edificar uma torre, não se assenta primeiro a calcular a despesa, para ver se tem com que a acabar? Para não suceder que, tendo lançado os alicerces e não a podendo acabar, todos os que a virem, comecem a zombar dele, dizendo: Este homem começou a edificar, e não pôde acabar. Ou qual é o rei que, indo entrar em guerra contra outro rei, não se assenta primeiro e consulta se com dez mil homens poderá enfrentar o que vem contra ele com vinte mil? Se não, enquanto o outro ainda está longe, envia-lhe uma embaixada, pedindo-lhe condições de paz. Assim, pois, todo aquele que dentre vós não renuncia a tudo o que possui, não pode ser meu discípulo.» (Lucas 14:26–33) | ” |

## Livro de Kells
O Livro de Kells, uma cópia manuscrita e iluminada celta dos Evangelhos, se utiliza da palavra "gaudium" ("alegria" ou "felicidade") ao invés de "gladium" ("espada"). Desta forma, o versículo ali fica: "Eu não vim trazer [apenas] a paz, mas alegria."